# Miltochrista sequens
Miltochrista sequens là một loài bướm đêm thuộc phân họ Arctiinae, họ Erebidae.